# Lara Jankovič
Lara Jankovič, slovenska pevka, gledališka, televizijska in filmska igralka, * 30. junij 1971, Ajdovščina.
Leta 1999 je diplomirala na Akademiji za gledališče, radio, film in televizijo v Ljubljani in se zaposlila v Slovenskem narodnem gledališču Nova Gorica, nastopa tudi v Gledališču Koper. Leta 1997 je prejela Borštnikovo nagrado za mladega igralca ali igralko. Posnela je tri glasbene albume in zaigrala v več filmih in televizijskih serijah. Nekajkrat je kandidirala na listi Levice (prej Združena levica).

## Diskografija
- Kako diši svoboda (2017, album)[1]
- Na kožo zapisane zgodbe (2010, album)
- Pred vami stojim gola (2004, album)

## Filmografija
- Duhec (2011, celovečerni igrani film)
- Mala (2011, celovečerni igrani film)
- Hotel poldruga zvezdica (2004, TV serija)
- Brezno (1998, celovečerni igrani film)
- Halgato (1994, celovečerni igrani film)

## Vloge na televiziji
- Usodno vino, 2017, 4. sezona
- Sekirca v med,2022, 2.sezona

## Nastopi na glasbenih festivalih

### Slovenska popevka
- 1999: Modre oči (Ivo Špacapan/Špacapan, Lara Jankovič/V. Osmačko)